# آسمان‌خراش (فیلم ۱۹۹۳)
آسمان‌خراش (به انگلیسی: Sliver) یک فیلم دلهره‌آور وابسته به عشق شهوانی آمریکایی محصول سال ۱۹۹۳ که بر اساس رمان آیرا لوین به همین نام در مورد اتفاقات اسرارآمیز در یک ساختمان بلند طبقه خصوصی در نیویورک ساخته شده‌است. فیلیپ نویس این فیلم را بر اساس فیلمنامه‌ای از جو استرهاس کارگردانی کرد در این فیلم بازیگرانی همچون شارون استون، ویلیام بالدوین، تام برنگر، مارتین لاندو، پالی واکر، کالین کمپ، آماندا فورمن، نیکلاس پریور، سی.سی.اچ. پاوندر، نینا فوخ، کین کورتیز ایفای نقش کرده‌اند.

## داستان
زن جوانی به نام «کارلی ناریس» (استون) که تازه از همسرش جدا شده، در یکی از مجموعه‌های مدرن و شیک منهتن به نام «اسلیور» ساکن آپارتمانی می‌شود که قبلاً در اختیار زن جوانی بوده که کشته شده‌است. «کارلی» با یکی از همسایه‌ها به نام «هاوکینز» (بالدوین) آشنا می‌شود. در ساختمان قتل‌هایی اتفاق می‌افتد و همسایه‌ای دیگر به نام «جک» که نویسنده داستان‌های جنایی واقعی است، «کارلی» را متقاعد می‌کند که «هاوکنیز» قاتل است…

## گیشه
این فیلم در گیشه با فروش ۱۲٫۱ میلیون دلار در ۲۰۹۳ سینما در رتبه اول قرار گرفت. در هفته دوم باکس آفیس به شماره ۶ کاهش یافت. اسلیور در نهایت ۳۶٫۳ میلیون دلار در داخل کشور و ۸۷٫۶ میلیون دلار در سطح بین‌المللی به مجموع ۱۲۳٫۹ میلیون دلار در سراسر جهان دست یافت.